# Башкортостан кызы
Башкортостан кызы (башк. Башҡортостан ҡыҙы) — радянський та російський щомісячний літературно-художній журнал для жінок та сім'ї, що видається башкирською мовою.
Видається з 1 січня 1968 року.

## Головні редактори
- Кіньябулатова Катіба Каримівна (1968 — 1975)
- Рустамова Р.С. (1975 — 1978)
- Юнусова Гульфія Азнагулівна (1978 — 1999)
- Ільясова Юмабіка Салахетдинівна (1999 — 2013)
- Кутуєва Гульназ Міратівна (з 2013 р.)